# 克里斯蒂安·弗吕希特尔
克里斯蒂安·弗吕希特尔（德語：Christian Früchtl，2000年1月28日—）是一位德国足球运动员，自2014起效力于拜仁慕尼黑，现效力奥地利足球超级联赛球會奧地利維也納，于场上司职守门员。

## 足球生涯

### 俱乐部
弗吕希特尔是在其家乡——下巴伐利亚市镇比绍夫斯迈斯的体育俱乐部（SV Bischofsmais）开启足球生涯。2011年，他得到了全州范围内的关注，并根据巴伐利亚足球协会的建议转投绿白代根多夫，那里是巴伐利亚足协的青训中心，也是德国足协的基地。他在2012年便已是地区选拔队的一员，一年后更是入选了巴伐利亚足协代表队阵容。
2014年，弗吕希特尔获得了由拜仁慕尼黑提供、期至2018年6月30日止的青训合同。起初是代表15岁以下梯队参加U14南部地区联赛。在2015年至2017年期间，他相继入选了U16、U17和U19梯队。当他于2015年12月以15岁之龄完成歐洲青年聯賽首秀之后，其表现很快便得到时任一线队主教练佩普·瓜迪奥拉的赏识，并被后者带至卡塔尔多哈，参加2016年1月6日至12日在当地举办的一线队冬训。在那里，弗吕希特尔得以与职业球员暨主力门将曼努埃尔·诺伊尔共同训练。为了参加训练营，他还需要获得学校的特别许可。因此，弗吕希特尔成为了有史以来，参加拜仁职业队集训的最年轻球员。
2017年4月，弗吕希特尔因在训练中不幸造成脚踝韧带撕裂，必须进行手术，从而远离球场直2016-17赛季结束。他在当季共出场14次，帮助U17梯队夺得了U17德甲联赛冠军。此外，他也在U19梯队出场9次，该队则在U19德甲联赛中名列第二。
自2017-18赛季起，弗吕希特尔晋身为拜仁慕尼黑一线队成员，并在2017年7月15日的德国电信杯决赛中完成首秀。四天后，他又在中国举行的国际冠军杯上亮相，在对阵阿森纳的比赛中于下半场替补出场。尽管他在点球大战中曾扑出一球，但拜仁最终仍输掉了比赛。由于无法在一线队获得稳定的出场时间，弗吕希特尔同时也为拜仁慕尼黑二队效力，他起初是取代莱奥·魏因考夫把守球门，后来也取代了罗恩-托本·霍夫曼的位置，因为后者也获升入一线队。2017年8月15日，弗吕希特尔完成了代表二队的首场比赛暨个人职业生涯首秀，在巴伐利亚地区联赛第二轮于客场以2比2战平加兴。2018年2月27日，其原本将于6月期满的合同被延长至2020年6月30日。
随着拜仁二队升入2019-20赛季德丙联赛，弗吕希特尔于该赛季成为头号门将。在首轮1比3不敌维尔茨堡踢球者的比赛中，他完成了德丙首秀。

### 国青队
2014年8月，弗吕希特尔获召入德国15岁以下国家足球队（德国U15）名单，他于这支国青队参加的唯一一场比赛是在2015年5月对阵荷兰U15。在2015年10月对阵奥地利U16的友谊赛中，弗吕希特尔则代表德国U16完成了首秀；他在该队共参赛五场，其中包括2016年2月在“欧洲16岁以下发展锦标赛”（UEFA Under-16 Development Tournament）中的两场比赛，这是葡萄牙每年一度的四国邀请赛。2017年，弗吕希特尔随德国U17一同取得了歐洲U-17足球錦標賽决赛圈的参赛资格，但他却因伤缺席。2017年9月，由于曼努埃尔·诺伊尔受伤，拜仁也未批准弗吕希特尔前往印度参加U-17世界盃。他于2017年11月入选了德国U18在塞浦路斯的训练营，并在一个月后以3比1击败意大利U18完成该级别国青队的首秀。随后，弗吕希特尔曾两次代表德国U19上阵，包括2019年欧洲U-19足球锦标赛预选赛，但未能晋级决赛圈。

## 荣誉
- 德国超级杯冠军：2017年
- 歐洲冠軍聯賽冠軍：2019－2020賽季
- 歐洲超級盃冠軍：2020年